# Bactris nancibaensis
Bactris nancibaensis là loài thực vật có hoa thuộc họ Arecaceae. Loài này được Granv. mô tả khoa học đầu tiên năm 2007.